# Opéra national de Lorraine
 (juillet 2025).
Si vous disposez d'ouvrages ou d'articles de référence ou si vous connaissez des sites web de qualité traitant du thème abordé ici, merci de compléter l'article en donnant les références utiles à sa vérifiabilité et en les liant à la section « Notes et références ».
L'opéra national de Lorraine, anciennement opéra de Nancy et de Lorraine est un édifice théâtral situé place Stanislas à Nancy.
Construit par Joseph Hornecker, le théâtre possède une grande salle de 1 050 places.
Depuis le 1er janvier 2006, l'opéra a le statut d'opéra national attribué par le ministère de la Culture et de la Communication, devenant ainsi  le 5e opéra national en région.
L'opéra national de Lorraine parcourt l'ensemble des répertoires, de la musique ancienne à la musique d'aujourd'hui. Il est doté d’un orchestre, l'orchestre de l'Opéra national de Lorraine, d’un chœur, ainsi que d’un centre de formation d'apprentis, le CFA métiers des arts de la scène.
L'Opéra est membre de l'association Réunion des opéras de France (ROF), des Forces musicales, du Réseau européen pour la sensibilisation à l'opéra et à la danse (RESEO) et d'Opera Europa.

## Historique

### Fondation de l'Opéra
L'Opéra prend la suite du théâtre de la Comédie construit sous le règne de Stanislas Leszczynski en 1755 sur la place Stanislas, à l'emplacement de l'actuel musée des beaux-arts. Ce théâtre est totalement détruit par un incendie survenu après une répétition de l'opéra Mignon, dans la nuit du 4 au 5 octobre 1906.
La reconstruction du théâtre est immédiatement décidée. Un concours d'architecte est lancé dès 1906, et c'est Joseph Hornecker et son théâtre à l'italienne, conçu d'après un opéra du XVIIIe siècle, mais convenant davantage aux standards académiques de l'époque, qui sont sélectionnés par le jury.

### Reconstruction d'un nouveau théâtre
L'emplacement du nouveau théâtre est source d'une série de polémiques. En effet, certains souhaiteraient un emplacement plus central par rapport au développement de la ville, mais beaucoup pensent qu'il est primordial de conserver la scène lyrique au cœur du quartier historique de la ville de Nancy, construit à l'apogée du règne de Stanislas Leszczynski. La séparation de l'Église et de l'État va régler la polémique, puisqu'en 1909 l'État prend possession de l'Hôtel des Fermes (appartenant auparavant à l'évêché), ce qui va permettre le maintien de l'opéra place Stanislas, en face de l'ancien bâtiment détruit par les flammes.
Le nouveau théâtre est inauguré le 14 octobre 1919 à cause de la Première Guerre mondiale qui a retardé sa construction. La façade de l'opéra n'a pas été détruite, c'est celle de l'ancien bâtiment. On peut croire que l'édifice fait l'objet d'un réel travail architectural grâce aux grandes pièces comme le foyer où aucune poutre n'est apparente. Si cet opéra ne comportait pas toutes ces décorations dorées et de velours, le visiteur pourrait voir des murs en béton armé (le matériau qui recouvre ces murs est appelé « carton-pierre »).

### Restauration de 1994
En 1994, des travaux de restauration sont entrepris, l'objectif étant de recréer à l'identique la salle telle qu'elle était le jour de son inauguration, 80 ans auparavant.

### Statut d'opéra national en région
Le 1er janvier 2006, le ministère de la Culture et de la Communication attribue à l'opéra de Nancy et de Lorraine, désormais appelé opéra national de Lorraine, le statut d'opéra national en région.

### Centenaire de l'Opéra
En 2019, à l'occasion du centenaire de l'Opéra, la Ville de Nancy organise une programmation pour fêter cet anniversaire. Présentée à la galerie Poirel par Nancy-Musées, l'exposition « Opéra ! Trois siècles de création à Nancy » retrace, du 9 novembre 2018 au 24 février 2019, l'histoire des salles de spectacle s'étant succédé dans la capitale ducale.
Un gâteau baptisé « l'Entracte » est réalisé par deux étudiants du centre de formation de la chambre des métiers de Laxou.

## Architecture

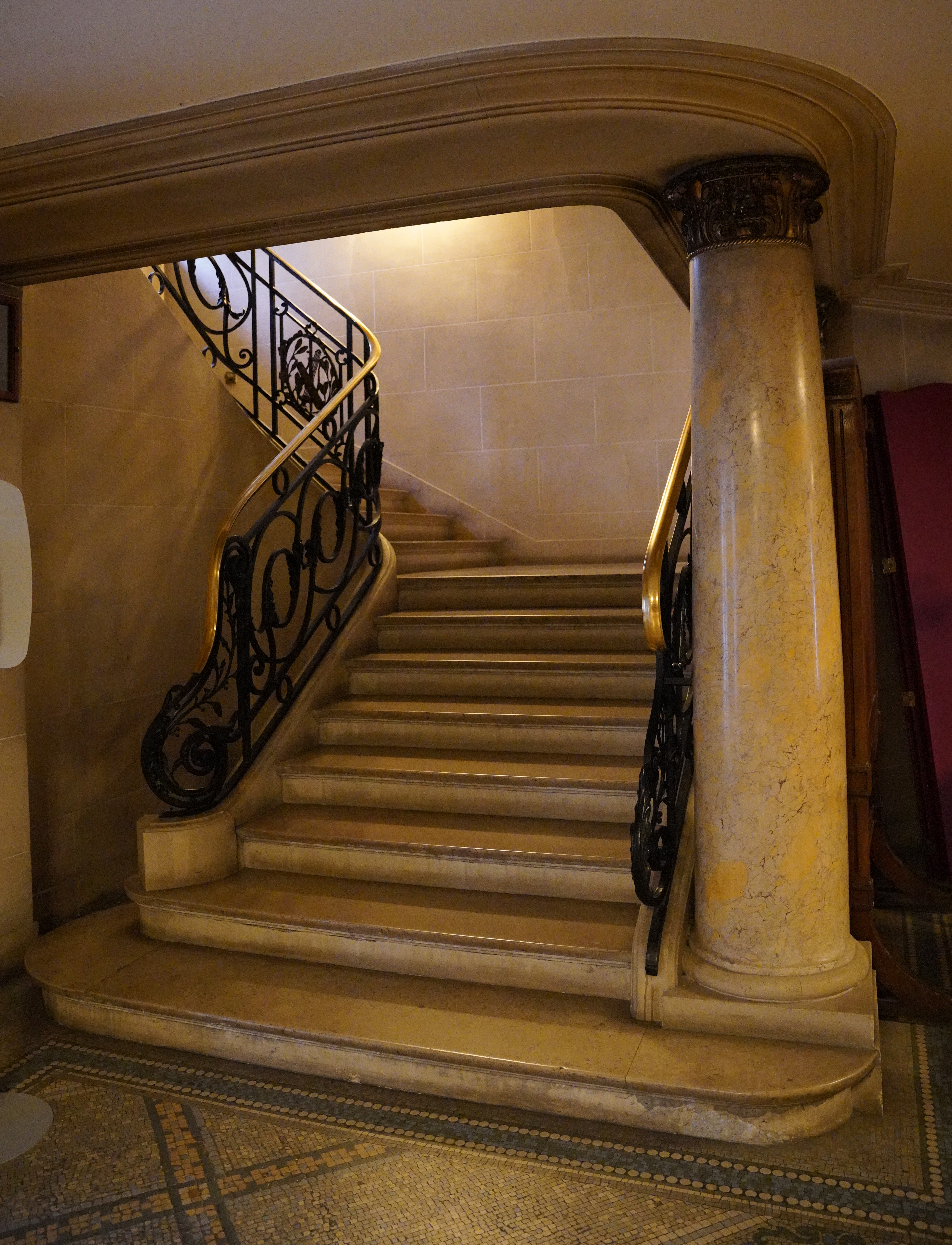
Les escaliers

Bien qu'artiste de l'École de Nancy, Joseph Hornecker a créé un opéra dans le respect du style classique, dont seul le « bar oriental » présente les caractéristiques de l'Art nouveau. Le bâtiment fait l'objet d'un classement au titre de monuments historiques depuis le 26 décembre 1923.

### Salle

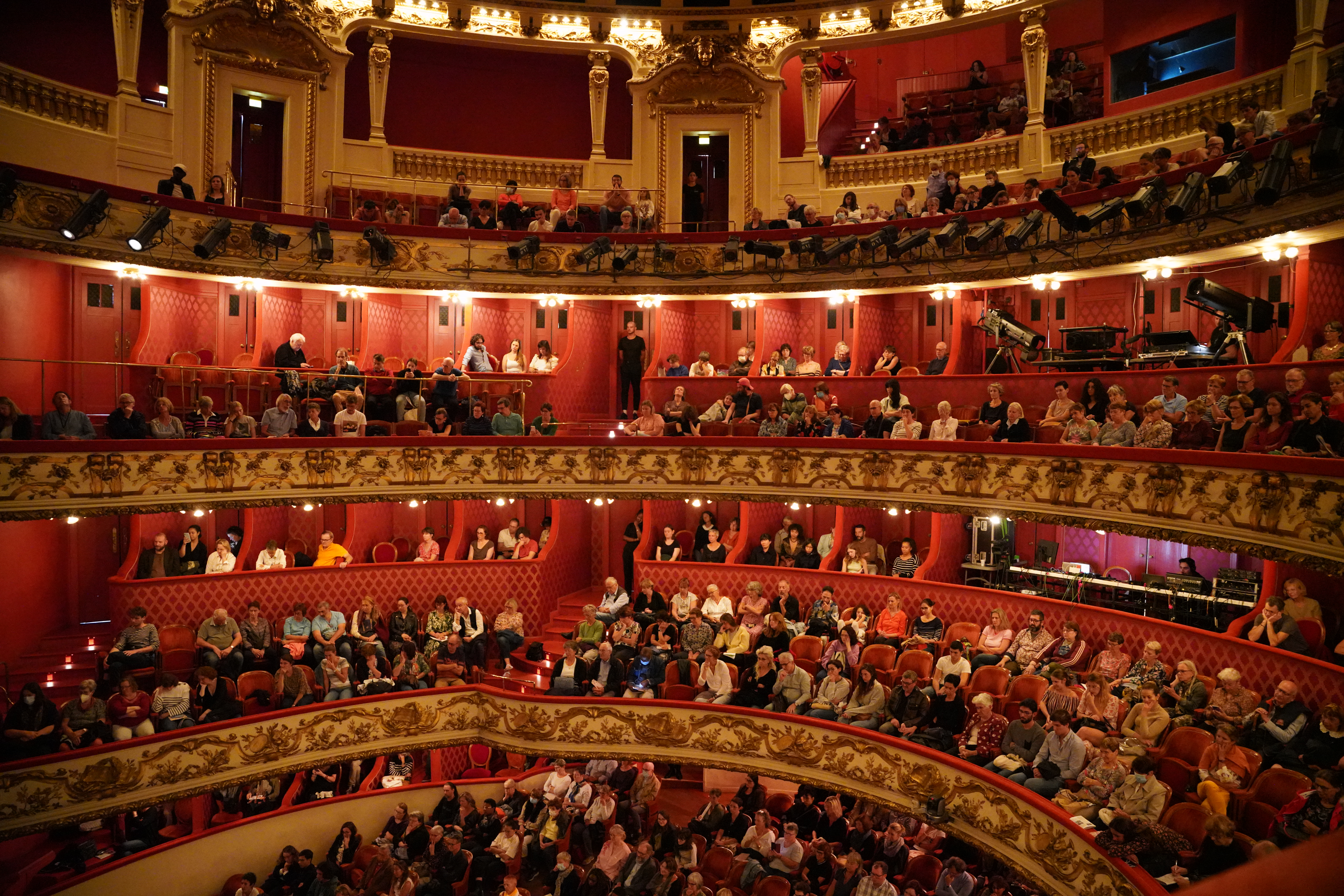
La salle

La salle offre 1 050 places et se compose d'un parterre avec loges d'orchestre, d'un balcon, de deux galeries, d'un poulailler et d'un plafond plat « décollé ». Grâce à l'utilisation du béton pour sa construction, les balcons peuvent tenir sans colonnes, évitant ainsi de nombreuses places aveugles. Réalisée dans les tons de rouge, or et blanc, décorée de stucs, d'ornements et de statues, l'unité de la salle est particulièrement remarquable.

### Scène
La scène est composée d'un plateau, d'un cadre de scène et d'une machinerie qui ne fonctionne quasiment que manuellement. Seuls les rideaux de fer et le rideau rouge sont actionnés de manière électrique. Le cadre de scène mesure dix mètres de haut et deux espaces de 10 mètres au-dessus et 10 mètres au-dessous permettent le déplacement vertical et latéral des décors. Un système de trappes peut notamment faire apparaître et disparaître un artiste en un clin d'œil. Le plateau mesure 21,20 mètres de largeur et 13,50 mètres de profondeur.

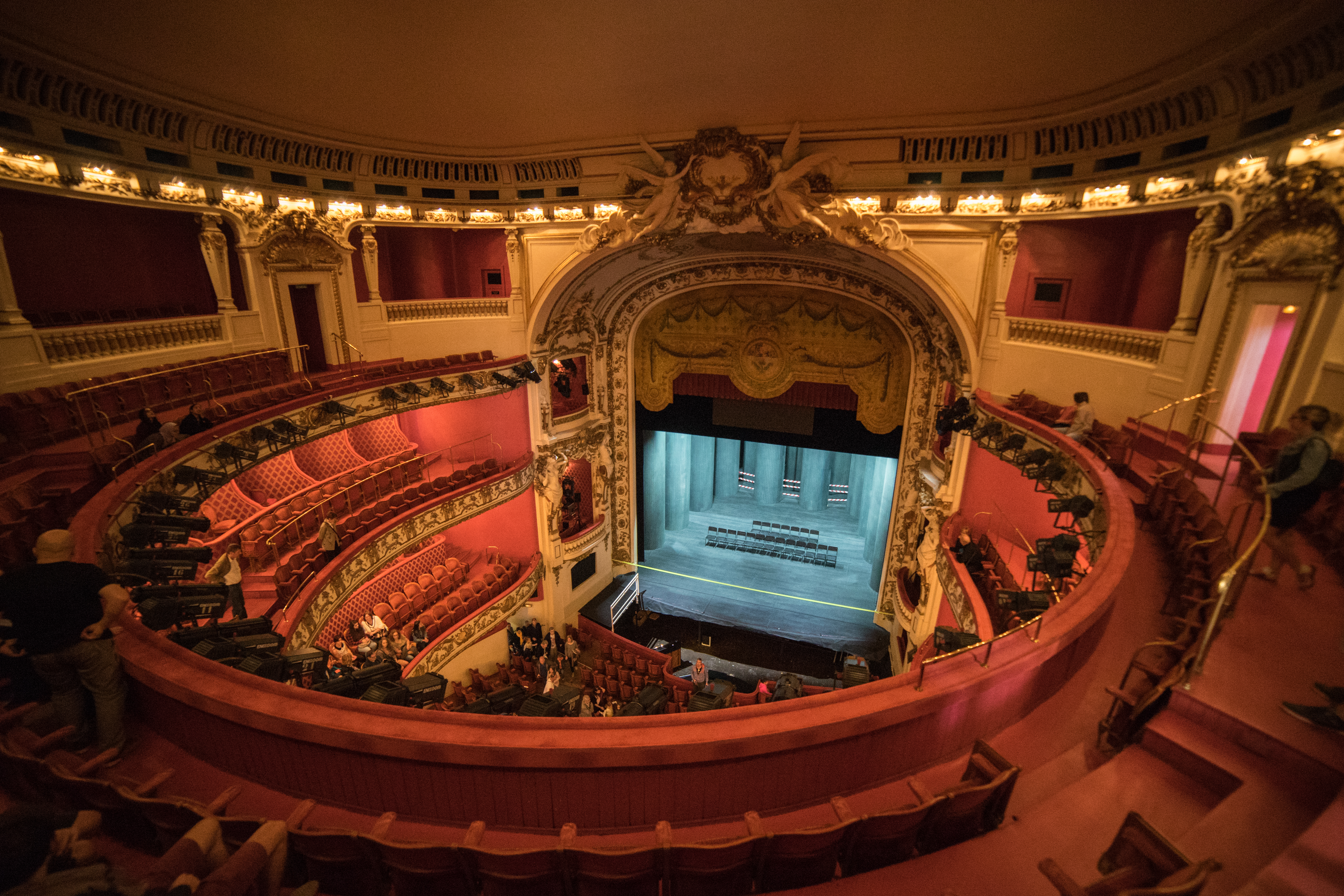
Vue de la scène en plongée

### Foyer du public

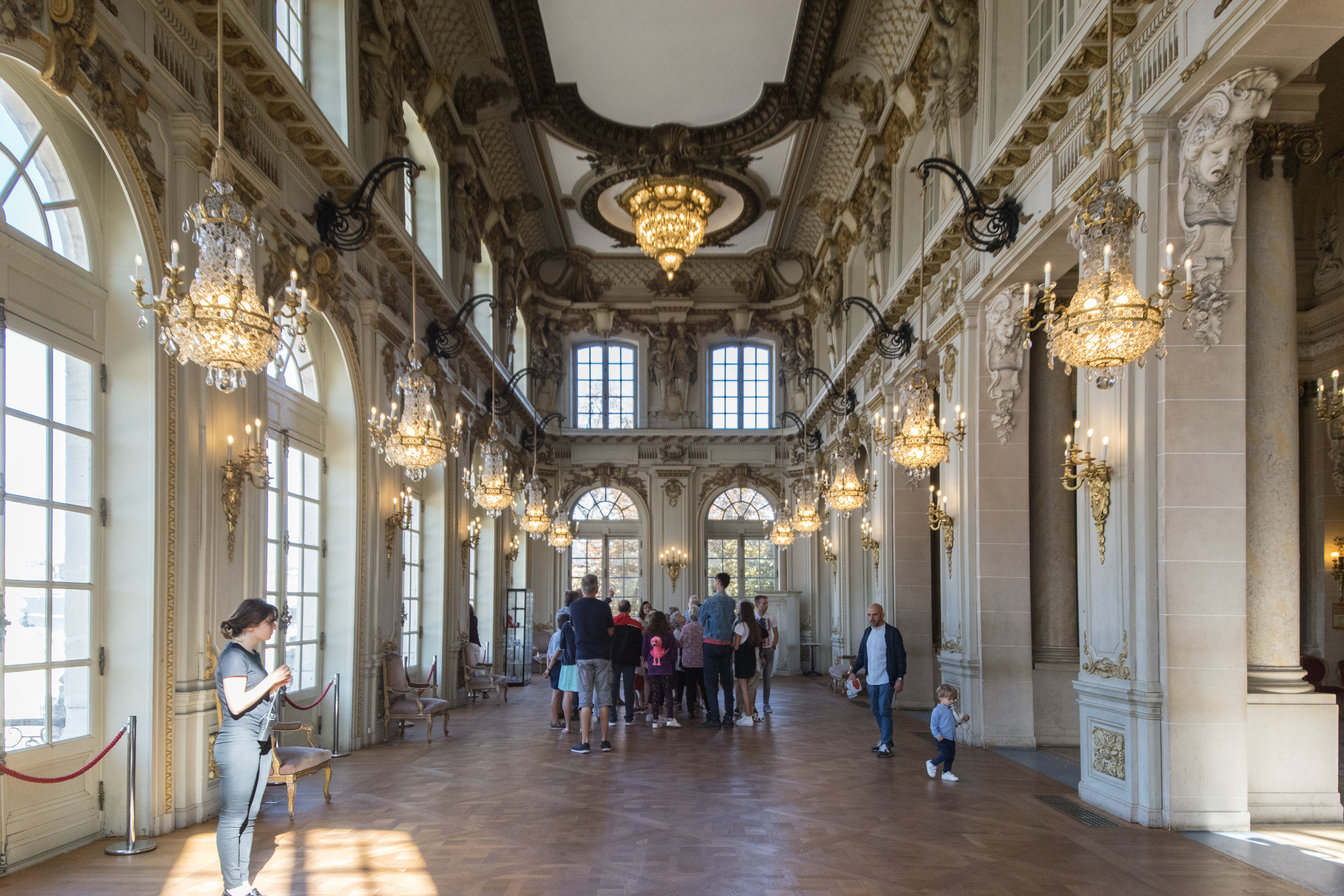
Le foyer

Entre la place Stanislas et la salle, le foyer du public est le lieu de rencontre du public lors des entractes. Ses murs de couleur blancs cassés rehaussés d'or mat permettent de réfléchir la lumière, lui assurant ainsi tout son éclat. Il tire son originalité de son style rococo et de ses ornements qui symbolisent le théâtre.

### Bar oriental
Ce second foyer était destiné aux spectateurs des troisièmes galeries. Son style est largement influencé par l'architecture orientale, source d'inspiration pour les artistes de l'Art nouveau.
Aujourd'hui, le bar oriental, dont l’appellation ne date que de 1982, n'est plus ouvert au public, excepté pour les visites guidées de l'Opéra.

## Fonctionnement

### Direction
Matthieu Dussouillez est le directeur général et artistique depuis juin 2019.
Marta Gardolińska est la directrice musicale depuis janvier 2021.

### Personnel
L’équipe est constituée de 180 personnes environ, dont 66 musiciens et 28 artistes du chœur.

## Œuvres présentées à l'Opéra
Les œuvres lyriques sont accompagnées par l'orchestre de l'Opéra national de Lorraine.
| Saison    | Titre                                                                                                 | Direction musicale      | Mise en scène          |
| --------- | --- | ----------------------- | ---------------------- |
| 2021-2022 | Tosca (Giacomo Puccini)                                                                               | Antonello Allemandi     | Silvia Paoli           |
| 2021-2022 | Fortunio (André Messager)                                                                             | Marta Gardolińska       | Denis Podalydès        |
| 2021-2022 | Rendez-vous près du feu - NOX #2 (Mathieu Corajod)                                                    | Mathieu Corajod         | Mathieu Corajod        |
| 2021-2022 | Julie (Philippe Boesmans)                                                                             | Emilio Pomarico         | Silvia Costa           |
| 2021-2022 | Ariane et Barbe-Bleue (Paul Dukas)                                                                    | Jean-Marie Zeitouni     | Mikaël Serre           |
| 2021-2022 | La Flûte enchantée (Wolfgang Amadeus Mozart)                                                          | Bas Wiegers             | Anna Bernreitner       |
| 2021-2022 | Le Palais enchanté (Luigi Rossi)                                                                      | Leonardo García Alarcón | Fabrice Murgia         |
| 2020-2021 | Rigoletto (Giuseppe Verdi)                                                                            | Alexander Joel          | Richard Brunel         |
| 2020-2021 | Le Tour d'écrou (Benjamin Britten)                                                                    | Bas Wiegers             | Eva-Maria Höckmayr     |
| 2020-2021 | Êtes-vous amoureux ? - NOX #1 (Paul Brody)                                                            | Jonathan Stockhammer    | Kevin Barz             |
| 2020-2021 | Le Voyage dans la Lune (Jacques Offenbach) - ANNULÉ                                                   | Chloé Dufresne          | Olivier Fredj          |
| 2020-2021 | Le Ballet royal de la nuit - ANNULÉ                                                                   | Sébastien Daucé         | Francesca Lattuada     |
| 2020-2021 | Görge le rêveur (Alexander von Zemlinsky)                                                             | Marta Gardolińska       | Laurent Delvert        |
| 2019-2020 | Le Barbier de Séville (Gioachino Rossini) - ANNULÉ                                                    | Michele Spotti          | Mariame Clément        |
| 2019-2020 | L'Amour des trois oranges (Sergueï Prokofiev) - ANNULÉ                                                | Guillaume Tourniaire    | Anna Bernreitner       |
| 2019-2020 | Alcina (Georg Friedrich Haendel)                                                                      | Leonardo Garcia Alarcon | Serena Sinigaglia      |
| 2019-2020 | Les Noces de Figaro (Wolfgang Amadeus Mozart)                                                         | Andreas Spering         | James Gray             |
| 2019-2020 | Cendrillon (Jules Massenet)                                                                           | Jean-Marie Zeitouni     | David Hermann          |
| 2019-2020 | Sigurd (Ernest Reyer) - version de concert                                                            | Frédéric Chaslin        | -                      |
| 2018-2019 | Madama Butterfly (Giacomo Puccini)                                                                    | Modestras Pitrénas      | Emmanuelle Bastet      |
| 2018-2019 | Les Hauts de Hurlevent (Bernard Herrmann)                                                             | Jacques Lacombe         | Orpha Phelan           |
| 2018-2019 | La Divisione del Mondo (Giovanni Legrenzi)                                                            | Christophe Rousset      | Jetske Mijnssen        |
| 2018-2019 | 7 Minuti (Giorgio Battistelli)                                                                        | Francesco Lanzillotta   | Michel Didym           |
| 2018-2019 | La Belle-Hélène (Jacques Offenbach)                                                                   | Laurent Campellone      | Bruno Ravella          |
| 2018-2019 | Aida (Giuseppe Verdi)                                                                                 | Giuliano Carella        | Staffan Valdemar Holm  |
| 2017-2018 | L'Italienne à Alger (Gioacchino Rossini)                                                              | Giuseppe Grazioli       | David Hermann          |
| 2017-2018 | Werther (Jules Massenet) Prix Claude Rostand                                                          | Jean-Marie Zeitouni     | Bruno Ravella          |
| 2017-2018 | Un Bal masqué (Giuseppe Verdi)                                                                        | Rani Calderon           | Waut Koeken            |
| 2017-2018 | Katia Kabanova (Leos Janacek)                                                                         | Mark Shanahan           | Philipp Himmelmann     |
| 2017-2018 | Hansel et Gretel (Engelbert Humperdinck)                                                              | Thomas Rösner           | Emmanuelle Bastet      |
| 2017-2018 | Don Giovanni (Wolfgang Amadeus Mozart)                                                                | Rani Calderon           | Jean-François Sivadier |
| 2016-2017 | Ariadne auf Naxos (Richard Strauss)                                                                   | Rani Calderon           | David Hermann          |
| 2016-2017 | Semiramide (Gioachino Rossini)                                                                        | Domingo Hindoyan        | Nicola Raab            |
| 2016-2017 | L'Heure espagnole (Maurice Ravel) suivi de Gianni Schicchi (Giacomo Puccini)                          | Michael Balke           | Bruno Ravella          |
| 2016-2017 | Il Matrimonio segreto (Domenico Cimarosa)                                                             | Sascha Goetzel          | Cordula Däuper         |
| 2016-2017 | Le Coq d'Or (Nicolaï Rimski Korsakov) Prix 2017 de l'Europe Francophone                               | Rani Calderon           | Laurent Pelly          |
| 2016-2017 | Geneviève de Brabant (Jacques Offenbach)                                                              | Claude Schnitzler       | Carlos Wagner          |
| 2015-2016 | Lucia di Lammermoor (Gaetano Donizetti)                                                               | Corrado Rovaris         | Jean-Louis Martinelli  |
| 2015-2016 | La Rose Blanche (Udo Zimmermann)                                                                      | Nicolas Farine          | Stephan Grögler        |
| 2015-2016 | Les Pêcheurs de Perles (Georges Bizet)                                                                | Rani Calderon           | Emmanuelle Bastet      |
| 2015-2016 | Orphée et Eurydice (Christoph Willibald Gluck)                                                        | Rani Calderon           | Ivan Alexandre         |
| 2015-2016 | Orfeo (Luigi Rossi) Grand Prix de la Critique                                                         | Raphaël Pichon          | Jetske Mijnssen        |
| 2015-2016 | Orphée aux Enfers (Jacques Offenbach)                                                                 | Laurent Campellone      | Ted Huffman            |
| 2014-2015 | Owen Wingrave (Benjamin Britten)                                                                      | Ryan McAdams            | Marie-Eve Signeyrole   |
| 2014-2015 | Nabucco (Giuseppe Verdi)                                                                              | Rani Calderon           | John Fulljames         |
| 2014-2015 | Les Mamelles de Tirésias (Francis Poulenc)                                                            | Jean-Marie Zeitouni     | version de concert     |
| 2014-2015 | Aleko suivi de Francesca da Rimini (Sergueï Rachmaninov)                                              | Rani Calderon           | Silviu Purcărete       |
| 2014-2015 | Aliados (Sebastian Rivas)                                                                             | Léo Warynski            | Antoine Gindt          |
| 2014-2015 | La Ville morte (Erich Wolfgang Korngold)                                                              | Thomas Rösner           | Philipp Himmelmann     |
| 2014-2015 | Armide (Jean-Baptiste Lully)                                                                          | Christophe Rousset      | David Hermann          |
| 2013-2014 | Turandot (Giacomo Puccini)                                                                            | Rani Calderon           | Yannis Kokkos          |
| 2013-2014 | Candide (Leonard Bernstein)                                                                           | Ryan McAdams            | Sam Brown              |
| 2013-2014 | L'Orfeo (Claudio Monteverdi)                                                                          | Christophe Rousset      | Claus Guth             |
| 2013-2014 | Barbe-Bleue (Jacques Offenbach)                                                                       | Jonathan Schiffman      | Waut Koeken            |
| 2013-2014 | Siegfried et l'anneau maudit (Richard Wagner)                                                         | Victorien Vanoosten     | Charlotte Nessi        |
| 2013-2014 | La Clémence de Titus (Wolfgang Amadeus Mozart)                                                        | Kazem Abdullah          | John Fulljames         |
| 2013-2014 | Il Medico dei Pazzi (Giorgio Battistelli)                                                             | Francesco Lanzillotta   | Carlos Wagner          |
| 2012-2013 | Così fan tutte (Wolfgang Amadeus Mozart)                                                              | Tito Muñoz              | Jim Lucassen           |
| 2012-2013 | Artaserse (Leonardo Vinci) nommé aux Opera Awards 2013 dans la catégorie « Redécouverte d'une œuvre » | Diego Fasolis           | Silviu Purcărete       |
| 2012-2013 | L'Étoile (Emmanuel Chabrier)                                                                          | Jonathan Schiffman      | Emmanuelle Bastet      |
| 2012-2013 | Macbeth (Giuseppe Verdi)                                                                              | Roberto Rizzi Brignoli  | Jean-Louis Martinoty   |
| 2012-2013 | L'Importance d'être constant (Gérald Barry)                                                           | Tito Muñoz              | Sam Brown              |
| 2012-2013 | Iolanta (Piotr Ilitch Tchaïkovski)                                                                    | Jacques Mercier         | David Hermann          |
| 2012-2013 | Der Zwerg (Alexander von Zemlinsky)                                                                   | Christian Arming        | Philipp Himmelmann     |
| 2011-2012 | The Rake's Progress (Igor Stravinsky)                                                                 | Tito Muñoz              | Carlos Wagner          |
| 2011-2012 | La Chauve-souris (Johann Strauss fils)                                                                | Patrick Davin           | Philipp Himmelmann     |
| 2011-2012 | L'Italienne à Alger (Gioacchino Rossini)                                                              | Paolo Olmi              | David Hermann          |
| 2011-2012 | René L'Enervé (Reinhardt Wagner, Jean-Michel Ribes)                                                   | Delphine Dussaux        | Jean-Michel Ribes      |
| 2011-2012 | La Rondine (Giacomo Puccini)                                                                          | José Cura               | José Cura              |
| 2011-2012 | Le Tueur de Mots (Claudio Ambrosini)                                                                  | Andrea Molino           | Francesco Micheli      |
| 2010-2011 | Rusalka (Antonín Dvořák)                                                                              | Christian Arming        | Jim Lucassen           |
| 2010-2011 | La Veuve Joyeuse (Franz Lehár)                                                                        | Thomas Rösner           | Stephan Grögler        |
| 2010-2011 | Carmen (Georges Bizet)                                                                                | Claude Schnitzler       | Carlos Wagner          |
| 2010-2011 | Le Portrait (Mieczysław Weinberg)                                                                     | Gabriel Chmura          | David Pountney         |
| 2010-2011 | Les Noces de Figaro (Wolfgang Amadeus Mozart)                                                         | Paolo Olmi              | Jean Liermier          |
| 2010-2011 | Orlando Furioso (Antonio Vivaldi)                                                                     | Jean-Christophe Spinosi | Pierre Audi            |
| 2009-2010 | Il viaggio a Reims (Gioacchino Rossini)                                                               | Luciano Acocela         | Nicola Berloffa        |
| 2009-2010 | La Ville morte (Erich Wolfgang Korngold)                                                              | Daniel Klajner          | Philipp Himmelmann     |
| 2009-2010 | Medea (Luigi Cherubini)                                                                               | Paolo Olmi              | Yannis Kokkos          |
| 2009-2010 | Otello (Giuseppe Verdi)                                                                               | Paolo Olmi              | Jean-Claude Berutti    |
| 2009-2010 | Pelléas et Mélisandre (Claude Debussy)                                                                | Juraj Valcuha           | Alain Garichot         |
| 2009-2010 | La Vie Parisienne (Jacques Offenbach)                                                                 | Claude Schnitzler       | Carlos Wagner          |
| 2009-2010 | Trouble in Tahiti (Leonard Bernstein)                                                                 | Jonathan Schiffman      | Benoît Benichou        |
| 2009-2010 | L'Enfant et les Sortilèges (Maurice Ravel)                                                            | Jonathan Schiffman      | Benoît Benichou        |